# Karlikowo Lęborskie
Karlikowo Lęborskie (kaszb. Kôrlëkòwò lub Lãbòrsczé Kôrlëkòwò) – wieś kaszubska w Polsce położona w województwie pomorskim, w powiecie lęborskim, w gminie Nowa Wieś Lęborska na trasie zawieszonej obecnie linii kolejowej (Lębork-Choczewo-Wejherowo). Wieś jest siedzibą sołectwa Karlikowo Lęborskie.
W latach 1975–1998 miejscowość administracyjnie należała do województwa słupskiego.
Inne miejscowości z prefiksem Karlik: Karlikowo, Karlików